# Клён (Житомирская область)
Клён (укр. Клен) — село на Украине, находится в Радомышльском районе Житомирской области.
Код КОАТУУ — 1825082204. Население по переписи 2001 года составляет 32 человека. Почтовый индекс — 12221. Телефонный код — 4132. Занимает площадь 0,293 км².

## Адрес местного совета
12220, Житомирская область, Радомышльский р-н, с.Гута-Потиевка